# ビル・スウィードラー
ウィリアム "ビル"スウィードラー（William „Bill” Sweedler、 1966年10月11日 - ）は、アメリカ合衆国のレーシングドライバー。

## キャリア
スウィードラーは、2007年にSCCAプロレーシングSIRIUSサテライトラジオマツダMX-5カップを皮切りに国際モーターレースでキャリアをスタートさせた。後年は、 アメリカン・ル・マン・シリーズ、 FIA 世界耐久選手権、ユナイテッド・スポーツカー・チャンピオンシップ、ル・マン24時間レースにも参戦した。

### ル・マン24時間レース
| 年     | チーム               | コ・ドライバー                          | 使用車両                    | クラス | 周回 | 総合順位 | クラス順位 |
| ------ | -------------------- | --------------------------------------- | --------------------------- | ------ | ---- | -------- | ---------- |
| 2015年 | スクーデリア・コルサ | ジェフ・シーガル タウンゼント・ベル     | フェラーリ・458イタリア GT2 | GTE Am | 330  | 24位     | 3位        |
| 2016年 | スクーデリア・コルサ | ジェフ・シーガル タウンゼント・ベル     | フェラーリ・458イタリア GT2 | GTE Am | 331  | 26位     | 1位        |
| 2017年 | スクーデリア・コルサ | タウンゼント・ベル クーパー・マクニール | フェラーリ・488 GTE         | GTE Am | 331  | 29位     | 3位        |